# TRANSFAC
TRANSFAC (TRANScription FACtor database) ist eine manuell kuratierte Datenbank über eukaryote Transkriptionsfaktoren, deren genomische Bindungsstellen und DNA-Bindungsprofile. Die Inhalte der Datenbank können mithilfe entsprechender Software zur Vorhersage potentieller Transkriptionsfaktor-Bindungsstellen (TFBS) verwendet werden.

## Geschichte
Die der Datenbank zugrunde liegende Datensammlung wurde erstmals 1988 von Edgar Wingender veröffentlicht. Sie umfasste im Wesentlichen drei Tabellen: über Transkriptionsfaktor-Bindungsstellen (TFBS) in Genen, über Transkriptionsfaktoren (TF) und über DNA-Bindungsdomänen vom Zinkfinger-Typ. Daraus wurde zunächst eine lokal lauffähige Datenbank mit dem Namen TRANSFAC erstellt. Im Rahmen eines der ersten öffentlich geförderten Bioinformatikprojekte in Deutschland an der damaligen Gesellschaft für Biotechnologische Forschung (GBF, dem heutigen Helmholtz-Zentrum für Infektionsforschung, HZI) in Braunschweig wurde daraus eine über das Internet verfügbare Ressource entwickelt.
Zur Sicherung einer langfristigen Finanzierung erfolgte 1997 die Übertragung der Datenbank an ein dazu gegründetes Unternehmen (BIOBASE GmbH). Es gibt aber weiterhin ältere, für nicht-kommerzielle Nutzer frei zugängliche Versionen der Datenbank.

## Inhalte und Struktur der Datenbank

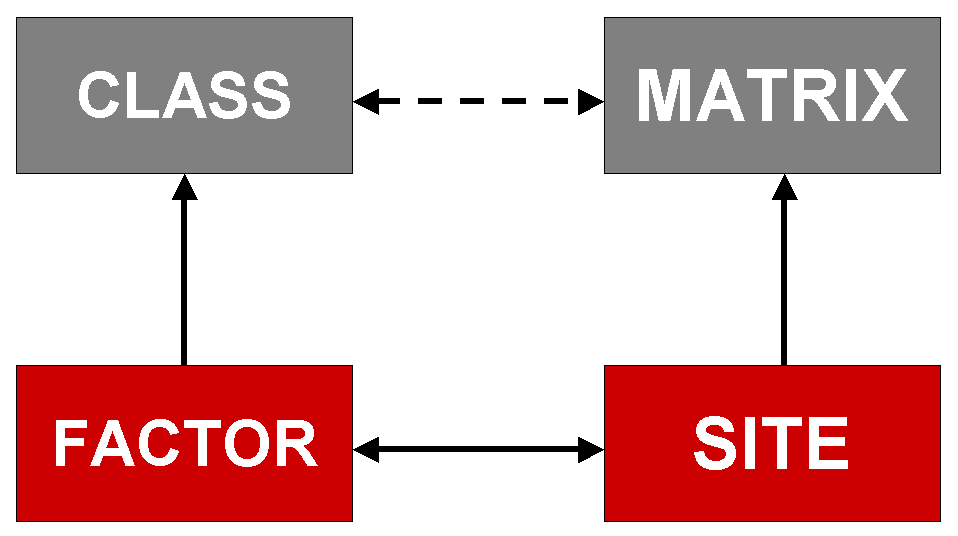
Grundstruktur der TRANSFAC-Datenbank mit den Primärdaten über Transkriptionsfaktoren (FACTOR) und Transkriptionsfaktor-Bindungsstellen (SITE), aus denen Abstraktionen über TF-Klassen (CLASS) bzw. Nukleotidverteilungsmatrizen (MATRIX) erstellt werden.

Im Zentrum der Datenbank steht die Beziehung zwischen Transkriptionsfaktoren (TF) und ihren DNA-Bindungsstellen (TFBS). Für jeden TF werden, soweit in der wissenschaftlichen Literatur belegt, seine strukturellen und funktionellen Eigenschaften beschrieben. TF werden anhand der Eigenschaften ihrer DNA-Bindungsdomänen zu Familien, Klassen und Überklassen zusammengefasst. Daraus ergibt sich ein Klassifizierungsschema für Transkriptionsfaktoren.
Die Bindung eines TF an eine bestimmte Bindungsstelle eines Gens wird mitsamt der genauen Lokalisation dieser Bindungsstelle, ihrer Nukleotid-Sequenz sowie der Methodik, die zu ihrem Nachweis geführt hat, dokumentiert. Auf einen TF (oder eine Gruppe eng verwandter TF) bezogene Bindungsstellen werden aliniert und zu Nukleotidverteilungs-Matrizen (count matrices; position-specific scoring matrices, PSSM) zusammengefasst. Viele Matrizen in der Matrix-Bibliothek von TRANSFAC wurden vom Annotationsteam erstellt, andere aus der wissenschaftlichen Literatur übernommen.

## Einsatzgebiete
Die Datenbank TRANSFAC wird u. a. als Enzyklopädie für eukaryote Transkriptionsfaktoren verwendet. Die Zielsequenzen und regulierten Gene können für jeden TF aufgelistet und so umfassende Datensätze für Bindungssequenzen einzelner TF zusammengestellt werden, etwa als Test- oder Trainingssequenzen für TFBS-Erkennungsalgorithmen. Die TF-Klassifizierung ermöglicht, solche Datensätze in Zusammenhang mit den Eigenschaften der DNA-Bindungsdomäne zu analysieren. Umgekehrt können für die regulierten Gene diejenigen TF abgerufen werden, für die TFBS in diesen Genen dokumentiert sind. Aus den in TRANSFAC dokumentierten TF-Zielgen-Beziehungen wurden im Zusammenhang mit systembiologischen Untersuchungen auch transkriptionsregulatorische Netzwerke konstruiert und analysiert.
Die mit Abstand am weitesten verbreitete Anwendung von TRANSFAC beruht jedoch auf der Computer-gestützten Vorhersage potentieller Transkriptionsfaktor-Bindestellen. Verschiedene Algorithmen verwenden dazu die einzelnen TF-Bindungsstellen oder die Matrix-Bibliothek.
Auf TRANSFAC-Inhalten basierende Tools zur Vorhersage von Transkriptionsfaktor-Bindungsstellen sind:
- Patch – analysiert Sequenzähnlichkeiten mit den in TRANSFAC dokumentierten Bindungsstellen; wird zusammen mit der Datenbank bereitgestellt.[14][15]
- SiteSeer – analysiert Sequenzähnlichkeiten mit den in TRANSFAC dokumentierten Bindungsstellen.[16][17]
- Match – identifiziert potentielle TFBS mithilfe der Matrix-Library; wird zusammen mit der Datenbank bereitgestellt.[18][19]
- TESS (Transcription Element Search System) – analysiert Sequenzähnlichkeiten mit Bindungsstellen aus TRANSFAC sowie potentielle Bindungsstellen mithilfe der Matrix-Libraries aus TRANSFAC und drei weiteren Quellen.[20][21] TESS stellt auch ein Programm zur Identifizierung von cis-regulatorischen Modulen (CRMs, charakteristische Kombinationen von TFBS) bereit, das TRANSFAC-Matrizen nutzt.[22]
- PROMO – Matrix-basierte TFBS-Vorhersage mithilfe der kommerziellen Datenbank-Version[23][24]
- TFM Explorer – Identifizierung gemeinsamer potentieller TFBS in einem Satz von Genen[25][26]
- MotifMogul – Matrix-basierte Sequenzanalyse mit verschiedenen Algorithmen[27]
- ConTra – Matrix-basierte Sequenzanalyse in konservierten Promotorbereichen[28][29]
- PMS (Poly Matrix Search) – Matrix-basierte Sequenzanalyse in konservierten Promotorbereichen[30][31]
- ModuleMaster – Identifikation von angenommenerweise regulierenden Transkriptionsfaktoren für beliebige Gene und anschließende Identifizierung von cis-regulatorischen Modulen (CRMs).[32]

Abgleich von Matrizen mit denen der Matrix-Bibliotheken aus TRANSFAC und anderen Quellen:
- T-Reg Comparator[33] zum Vergleich von einzelnen oder Gruppen von Matrices mit denen der TRANSFAC oder anderer Matrix-Bibliotheken.
- MACO (Poly Matrix Search)[34][35] – Matrix-Vergleich mit Matrix-Bibliotheken

Mithilfe von TRANSFAC vorberechnete genomische Annotationen werden von verschiedenen Servern bereitgestellt.

## Verwandte Datenquellen
Die folgenden Quellen bieten verwandte oder mit Teilen der TRANSFAC-Datenbank überlappende Inhalte an:
- JASPAR – Sammlung von Transkriptionsfaktor-Bindungsprofilen (Matrizen) und Sequenzanalyseprogramm
- PLACE – cis-regulatorische DNA-Elemente in Pflanzen; bis Februar 2007.
- PlantCARE – cis-regulatorische Elemente und Transkriptionsfaktoren in Pflanzen (2002).
- PRODORIC – ein ähnliches Konzept wie TRANSFAC- aber für Prokaryoten
- RegulonDB – Fokus auf das Bakterium Escherichia coli
- SCPD – spezifische Daten- und Toolsammlung für Hefe (Saccharomyces cerevisiae) (1998).
- TFe – The transcription factor encyclopedia
- TRDD – Transcription Regulatory Regions Database, hauptsächlich über regulatorische Regionen und TF-Bindungsstellen